# Stamford Brook
Stamford Brook è una stazione della linea District della metropolitana di Londra.

## Storia

### La stazione della L&SWR /DR
La linea attraverso la stazione di Stamford Brook è stata aperta a gennaio del 1869 dalla London and South Western Railway (L&SWR) per raggiungere la stazione di Richmond.
Dall'attivazione di questa linea, alla L&SWR si sono aggiunto i seguenti altri operatori:
- District Railway (DR, ora la linea District), a partire da giugno 1877;
- Great Western Railway, per un breve periodo nel 1870 e dal 1894 al 1910;
- Metropolitan Railway (MR, ora la linea Metropolitan), dal 1877 al 1906.

All'apertura della stazione, nel febbraio 1912, erano ancora attivi i servizi della L&SWR e della DR. A giugno 1916 è cessato anche quello della L&SWR. La stazione era dotata a questo punto di un binario a isola.

### La linea Piccadilly
Negli anni '30 la London Electric Railway, società precorritrice di London Underground che possedeva le linee District e Piccadilly, cominciò lavori di rinnovo dei binari tra Hammersmith e Acton Town per poter estendere il servizio della linea Piccadilly fino ad Uxbridge e Hounslow West. I treni della Piccadily line hanno cominciato a passare dalla stazione di Stamford Brook a luglio 1932, senza fermarvisi.
Per permettere il passaggio dei treni della linea Piccadilly, la stazione è stata dotata di un terzo binario.

## Interscambi
Nelle vicinanze della stazione effettua fermata una linea urbana automobilistica, gestita da London Buses.
- Fermata autobus

## Curiosità
Il nome della stazione è quello dell'omonimo tributario del Tamigi, che scorre in gran parte sotterraneo.

## Galleria d'immagini

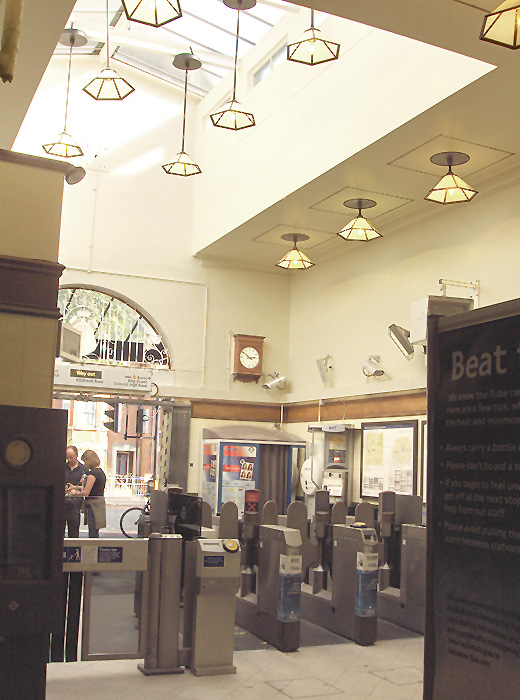
L'interno della stazione di Stamford Brook a settembre 2006
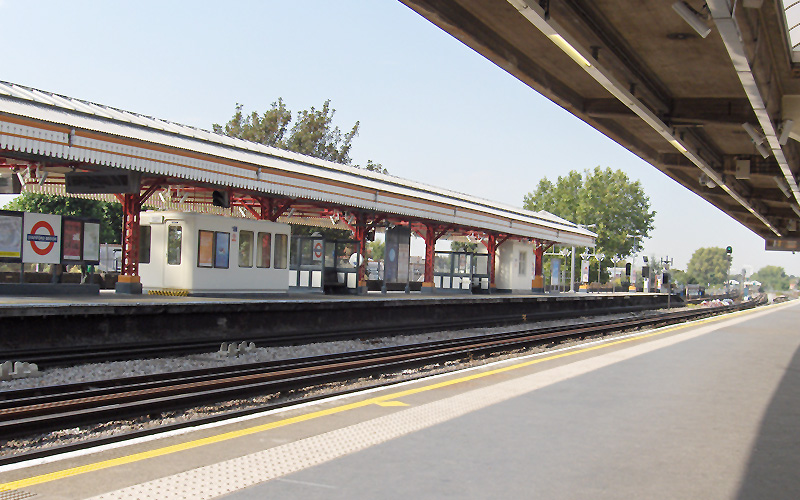
Il binario est
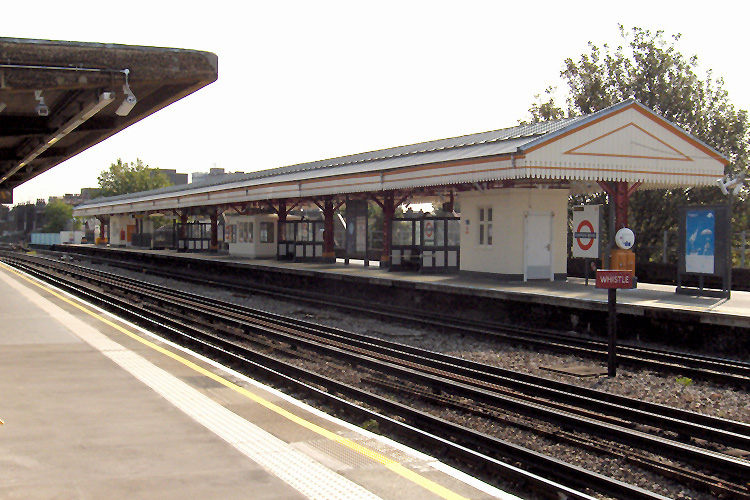
Il binario ovest